# Список заслуженных артистов Российской Федерации 2003 года
Ниже приведён полный список заслуженных артистов Российской Федерации () получивших звание в 2003 году (жирным шрифтом выделены артисты, ставшие позднее народными артистами РФ).

## 10 января 2003 — Указ № 2003, 0023
- Богаченко Виктор Николаевич — артист Московского государственного академического театра оперетты
- Иванов Вячеслав Сергеевич — артист Московского государственного академического театра оперетты
- Яковлев Юрий Валентинович — дирижер Московского государственного академического театра оперетты

## 30 января 2003 — Указ № 2003, 0089
- Абрамова Оксана Ивановна — солистка Государственного театра оперы и балета Республики Саха (Якутия)
- Баранов Виктор Михайлович — солист балета Государственного академического Мариинского театра, город Санкт-Петербург
- Ворожцова Марина Владимировна — артистка академического симфонического оркестра Санкт-Петербургской академической филармонии имени Д. Д. Шостаковича
- Догадин Андрей Сергеевич — артист-концертмейстер группы альтов академического симфонического оркестра Санкт-Петербургской академической филармонии имени Д. Д. Шостаковича
- Ермакова-Виноградова Ирина Витальевна — артистка оркестра государственного учреждения культуры «Московский государственный академический симфонический оркестр под управлением Павла Когана»
- Ерохина Лилия Вячеславовна — солистка государственного учреждения культуры города Москвы «Московская государственная творческая мастерская под руководством Алексея Рыбникова»
- Желонкина Ирина Николаевна — солистка балета Государственного академического Мариинского театра, город Санкт-Петербург
- Исаев Олег Николаевич — артист государственного учреждения культуры города Москвы «Театр Романа Виктюка»
- Клычков Лев Леонидович — первый концертмейстер группы первых скрипок академического симфонического оркестра Санкт-Петербургской академической филармонии имени Д. Д. Шостаковича
- Кондрашин Николай Борисович — концертмейстер группы альтов, солист академического симфонического оркестра Московской государственной академической филармонии
- Кудрявцева Наталия Константиновна — артистка Государственного концертно-филармонического учреждения «Петербург-концерт»
- Лунин Вячеслав Анатольевич — артист Российской государственной цирковой компании, город Москва
- Михайлов Александр Анатольевич — доцент Санкт-Петербургской государственной консерватории имени Н. А. Римского-Корсакова
- Мухин Олег Владимирович — артист оркестра государственного учреждения культуры «Московский государственный академический симфонический оркестр под управлением Павла Когана»
- Обухов Геннадий Викторович — артист государственного учреждения культуры «Московский государственный академический камерный хор»
- Пакуличев Владимир Михайлович — солист академического симфонического оркестра Московской государственной академической филармонии
- Петров Виталий Васильевич — артист муниципального учреждения культуры драматического театра «Бенефис», Липецкая область
- Плотников Сергей Юрьевич — артист Московского театра «ЕТС» («ET CETERA») под руководством Александра Калягина
- Полуэктова Татьяна Игоревна — артистка Пермского государственного академического театра оперы и балета имени П. И. Чайковского
- Помельникова Равия Абдул-Хаковна — артистка Государственного академического Воронежского русского народного хора
- Рыбалченко Светлана Викторовна — художественный руководитель ансамбля народной музыки «Чибатуха» Дворца культуры «Родина» Химкинского района Московской области
- Селезнев Александр Владимирович — артист балета Государственного ансамбля песни и танца «Ивушка» Тамбовской области
- Симонова Галина Николаевна — артистка государственного учреждения культуры Московского драматического театра имени Н. В. Гоголя
- Скоморохова Нина Ивановна — артистка Государственного концертно-филармонического учреждения «Петербург-концерт»
- Сурнева Ирина Анатольевна — артистк балета некоммерческого фонда «Имперский русский балет», город Москва
- Тарасова Эльвира Геннадьевна — солистка балета Государственного академического Мариинского театра, город Санкт-Петербург
- Трубецкая Галина Петровна — солистка Воронежского государственного гастрольно-концертного объединения «Филармония»
- Тырзыу Александра Михайловна — солистка Воронежского государственного театра оперы и балета
- Харинюк Людмила Ксенофонтовна — солистка оркестра русских народных инструментов «Струны Руси» муниципального учреждения культуры Дома культуры «Строитель», Ярославская область
- Чернядьев Сергей Ильич — артист и директор академического симфонического оркестра Санкт-Петербургской академической филармонии имени Д. Д. Шостаковича
- Чижов Игорь Николаевич — артист Российской государственной цирковой компании, город Москва
- Шабарова Галина Николаевна — солистка ансамбля народной музыки «Новгородская мозаика» государственного учреждения культуры и искусства «Новгородская областная филармония»
- Шагуч Марина Азметовна — солистка Государственного академического Мариинского театра, город Санкт-Петербург
- Эльворти Юрий Вильгельмович — артист Российской государственной цирковой компании, город Москва
- Юрасова Светлана Олеговна — артистка государственного учреждения культуры «Московский государственный академический камерный хор»

## 30 января 2003 — Указ № 2003, 0117
- Марченко Владимир Петрович — артист государственного учреждения культуры «Прокопьевский драматический театр имени Ленинского комсомола», Кемеровская область

## 22 февраля 2003 — Указ № 2003, 0236
- Антошкин Сергей Викторович — концертмейстер академического симфонического оркестра Санкт-Петербургской академической филармонии имени Д. Д. Шостаковича
- Багдулов Магомедрасул Ибрагимович — артист Аварского музыкально-драматического театра имени Гамзата Цадасы, Республика Дагестан
- Игнатьев Максим Алексеевич — артист академического симфонического оркестра Санкт-Петербургской академической филармонии имени Д. Д. Шостаковича
- Такиев Имагаджи Такиевич — артист Аварского музыкально-драматического театра имени Гамзата Цадасы, Республика Дагестан
- Шило Александр Алексеевич — артист академического симфонического оркестра Санкт-Петербургской академической филармонии имени Д. Д. Шостаковича

## 17 марта 2003 — Указ № 2003, 0336
- Благова Людмила Гаязовна — артистка Санкт-Петербургского государственного кукольного театра сказки
- Блок Александр Иванович — артист Санкт-Петербургского академического театра имени Ленсовета
- Бондаренко Евгений Владимирович — артист Псковского областного театра кукол
- Бутенко Елена Ивановна — артистка Российского государственного театра «Сатирикон» имени Аркадия Райкина, город Москва
- Ерошкина Наталья Михайловна — артистка муниципального предприятия "Классик-центр "Салон-театр «Санкт-Петербург»
- Конев Алексей Николаевич — артист оркестра Государственного ансамбля песни и танца Тамбовской области «Ивушка»
- Куликович Олег Борисович — артист Санкт-Петербургского государственного учреждения культуры "Театр-фестиваль «Балтийский дом»
- Мальцева Надежда Геннадьевна — артистка Санкт-Петербургского государственного учреждения культуры "Театр-фестиваль «Балтийский дом»
- Мурина Тамара Григорьевна — артистка Московского академического театра сатиры
- Письмиченко Светлана Викторовна — артистка Санкт-Петербургского академического театра имени Ленсовета
- Ульянов Виктор Семенович — артист оркестра Государственного камерного музыкального театра «Санктъ-Петербургъ Опера»
- Фатыхов Рафаиль Валеевич — артист Оренбургского государственного татарского драматического театра имени Мирхайдара Файзи
- Федяева Ольга Юрьевна — артистка Центра хоровой музыки Владимиро-Суздальской Руси, Владимирская область
- Чернявская (Егорова) Татьяна Григорьевна — артистка Воронежского академического театра драмы имени А. Кольцова
- Ярилов Александр Борисович — главный режиссер, художественный руководитель муниципального театра кукол «Пьеро» города Оренбурга
- Яскунова Елена Эдуардовна — артистка Государственной академической капеллы Санкт-Петербурга
- Яшкин Алексей Иванович — артист Центра хоровой музыки Владимиро-Суздальской Руси, Владимирская область

## 11 апреля 2003 — Указ № 2003, 0419
- Клочкова Алина Ивановна — дирижер детской хоровой студии «Кантос» и женского хора «Славянка» города Таллина Эстонской Республики

## 19 мая 2003 — Указ № 2003, 0537
- Артемьева Татьяна Григорьевна — артистка Камчатского театра драмы и комедии
- Балашов Владимир Васильевич — артист Российского государственного академического театра драмы имени Федора Волкова, Ярославская область
- Букин Валентин Павлович — артист и режиссер закрытого акционерного общества «Компания КСК», город Санкт-Петербург
- Гальцев Юрий Николаевич — артист клоун-мим-театра «Лицедеи-IV», город Санкт-Петербург
- Герелло Василий Георгиевич — солист оперы Государственного академического Мариинского театра, город Санкт-Петербург
- Даренских Галина Александровна — директор, главный хормейстер Государственного академического Северного русского народного хора, Архангельская область
- Дымонт Карина Эдуардовна — артистка Московского театра на Юго-Западе
- Жуков Игорь Вячеславович — артист Московского театра клоунады под руководством Терезы Дуровой
- Исаева Нонна Феликсовна — артистка Орловского государственного театра для детей и молодежи «Свободное пространство»
- Карпенко Владимир Викторович — главный дирижер, солист Национального оркестра Калмыкии
- Киченко Валерий Петрович — преподаватель Краснодарского музыкально-педагогического колледжа, артист-концертмейстер ансамбля «Казачья душа» при Государственном Кубанском казачьем хоре
- Кузнецов Сергей Анатольевич — артист Санкт-Петербургского государственного академического театра комедии имени Н. П. Акимова
- Лаврова Мария Кирилловна — артистка Российского государственного академического Большого драматического театра имени Г. А. Товстоногова, город Санкт-Петербург
- Леушин Олег Николаевич — артист Московского театра на Юго-Западе
- Литвинова Рената Муратовна — режиссер-постановщик, артистка кино, город Москва
- Маркина Алла Геннадьевна — артистка оркестра Саратовского академического театра оперы и балета
- Орлова Кира Ивановна — артистка Новосибирского государственного академического драматического театра «Красный факел»
- Привалихина Елена Александровна — артистка Красноярского драматического театра имени А. С. Пушкина
- Рулла Татьяна Ивановна — артистка Мурманского областного драматического театра
- Семенова Наталия Владимировна — солистка Волгоградской областной филармонии
- Серебровская Ирина Владимировна — артистке Новосибирского драматического театра «Старый дом»
- Соловьев Андрей Иванович — артист Санкт-Петербургского государственного музыкально-драматического театра «Буфф»
- Уфимцева Татьяна Игоревна — артистка Камчатского театра драмы и комедии
- Хананаев Виталий Семенович — доцент Воронежской государственной академии искусств
- Шарова Наталия Владимировна — артистка Санкт-Петербургского государственного музыкально-драматического театра «Буфф»

## 5 июня 2003 — Указ № 2003, 0621
- Акелькина Марина Александровна — артистка государственного учреждения культуры "Театр Русский камерный балет «Москва»
- Александрова Марина Юрьевна — артистка государственного учреждения культуры "Театр Русский камерный балет «Москва»
- Андриенко Елена Андреевна — солистка балета Государственного академического Большого театра России, город Москва
- Арбузова Вера Геннадьевна — артистка балета Санкт-Петербургского государственного академического театра балета под руководством Бориса Эйфмана
- Белов Владимир Викторович — солист оперы Башкирского государственного театра оперы и балета
- Вишневский Владимир Александрович — дирижер Свердловского академического театра музыкальной комедии
- Евтушенко Максим Юрьевич — солист Московского областного государственного музыкально-творческого центра «Гусляры России»
- Зуева Ирина Михайловна — артистка Свердловского академического театра музыкальной комедии
- Ибрагимов Али Мамед-Багирович — солист оперы Московского государственного академического детского музыкального театра имени Н. И. Сац
- Корнеева Ирина Владимировна — солистке балета Московского государственного академического театра оперетты
- Кроль Валерий Залманович — солист Государственного концертно-филармонического учреждения «Петербург-концерт», город Санкт-Петербург
- Кустов Михаил Юрьевич — артист Тамбовского симфонического оркестра государственного учреждения «Тамбовконцерт»
- Лоскутов Александр Николаевич — художественный руководитель, главный дирижер, солист камерного оркестра Вологодской областной государственной филармонии имени В. А. Гаврилина
- Надопта Сергей Власович — преподаватель Калининградского областного музыкального колледжа имени С. В. Рахманинова
- Непорожний Владимир Владимирович — солист балета Государственного академического Большого театра России, город Москва
- Оганезова Тамара Дмитриевна — концертмейстер, преподаватель Академического музыкального училища при Московской государственной консерватории имени П. И. Чайковского
- Пономарев Анатолий Владимирович — солист оперы Московского музыкального театра «Геликон»
- Пушкарев Юрий Николаевич — солист Московского областного государственного музыкально-творческого центра «Гусляры России»
- Садыков Эдуард Рафисович — артист балета Свердловского академического театра музыкальной комедии
- Сафонова Екатерина Викторовна — артистка балета Московского академического музыкального театра имени К. С. Станиславского и Вл. И. Немировича-Данченко
- Семенов Андрей Михайлович — артист балета Краснодарского государственного музыкального театра
- Трулль Наталия Владимировна — солистка Московской государственной академической филармонии
- Ухналев Сергей Яковлевич — композитор, город Москва
- Ханенко Татьяна Валерьевна — солистка оперы Московского государственного академического детского музыкального театра имени Н. И. Сац
- Цой Анна Сергеевна — артистка общества с ограниченной ответственностью «Галерея Мастер», город Москва
- Шишков Валерий Евгеньевич — артист Государственного оркестра русских народных инструментов «Метелица», Ленинградская область
- Юнкерова Любовь Викторовна — концертмейстер Санкт-Петербургской государственной консерватории имени Н. А. Римского-Корсакова

## 11 июня 2003 — Указ № 2003, 0669
- Афонин Константин Игоревич — артист Воронежского академического театра драмы имени А. В. Кольцова
- Бустилло Мартинес Марио Игнасио — художественный руководитель и главный дирижер Брянского академического хора
- Волков Игорь Валентинович — солист Тихоокеанского симфонического оркестра и театра «Классическая опера», Приморский край
- Зайцева Вера Георгиевна — артистка Государственного академического русского хора имени А. В. Свешникова, город Москва
- Зайцев Вячеслав Дмитриевич — артист Воронежского академического театра драмы имени А. В. Кольцова
- Исаков Александр Борисович — главный режиссер Санкт-Петербургского государственного академического драматического театра имени В. Ф. Комиссаржевской
- Кан Татьяна Иосифовна — профессор кафедры Саратовской государственной консерватории имени Л. В. Собинова
- Кротов Владимир Иванович — дирижер-хормейстер Государственного академического русского хора имени А. В. Свешникова, город Москва
- Магиленич Сергей Георгиевич — артист Санкт-Петербургского государственного музыкально-драматического театра «Буфф»
- Миллер Владимир Робертович — артист хора Государственной академической капеллы, город Санкт-Петербург
- Олефир Валерия Геннадиевна — артистка Московского театра русской драмы «Камерная сцена»
- Смирнов Михаил Львович — артист и режиссер-постановщик Санкт-Петербургского государственного музыкально-драматического театра «Буфф»
- Снеговский Станислав Павлович — артист государственного учреждения культуры «Академический русский театр драмы имени Георгия Константинова Республики Марий Эл»
- Тадлова Елена Александровна — артистка государственного учреждения культуры "Вологодский областной театр кукол «Теремок»
- Титаренко Эмилия Сергеевна — солистка хора Государственной академической капеллы, город Санкт-Петербург
- Шигапова Елена Викторовна — артистка Орловского государственного театра для детей и молодежи «Свободное пространство»